# 达维德·克雷伊奇
达维德·克雷伊奇（捷克語：David Krejčí，1986年4月28日—），捷克男子冰球运动员。他曾代表捷克参加2010年、2014年和2022年冬季奥林匹克运动会冰球比赛，分别获得第七名、第六名和第九名。